# Bourgvallées
Bourgvallées – gmina we Francji, w regionie Normandia, w departamencie Manche. W 2013 roku liczba ludności wynosiła 2591 mieszkańców. 
Gmina została utworzona 1 stycznia 2016 roku z połączenia czterech ówczesnych gmin: Gourfaleur, La Mancellière-sur-Vire, Saint-Romphaire oraz Saint-Samson-de-Bonfossé. Siedzibą gminy została miejscowość Saint-Samson-de-Bonfossé. Dnia 1 stycznia 2019 roku nastąpiły kolejne zmiany administracyjne. Do Bourgvallées włączono ówczesne gminy Le Mesnil-Herman oraz Soulles. Siedzibą gminy pozostała miejscowość Saint-Samson-de-Bonfossé. 